# Zwerchfellhernie

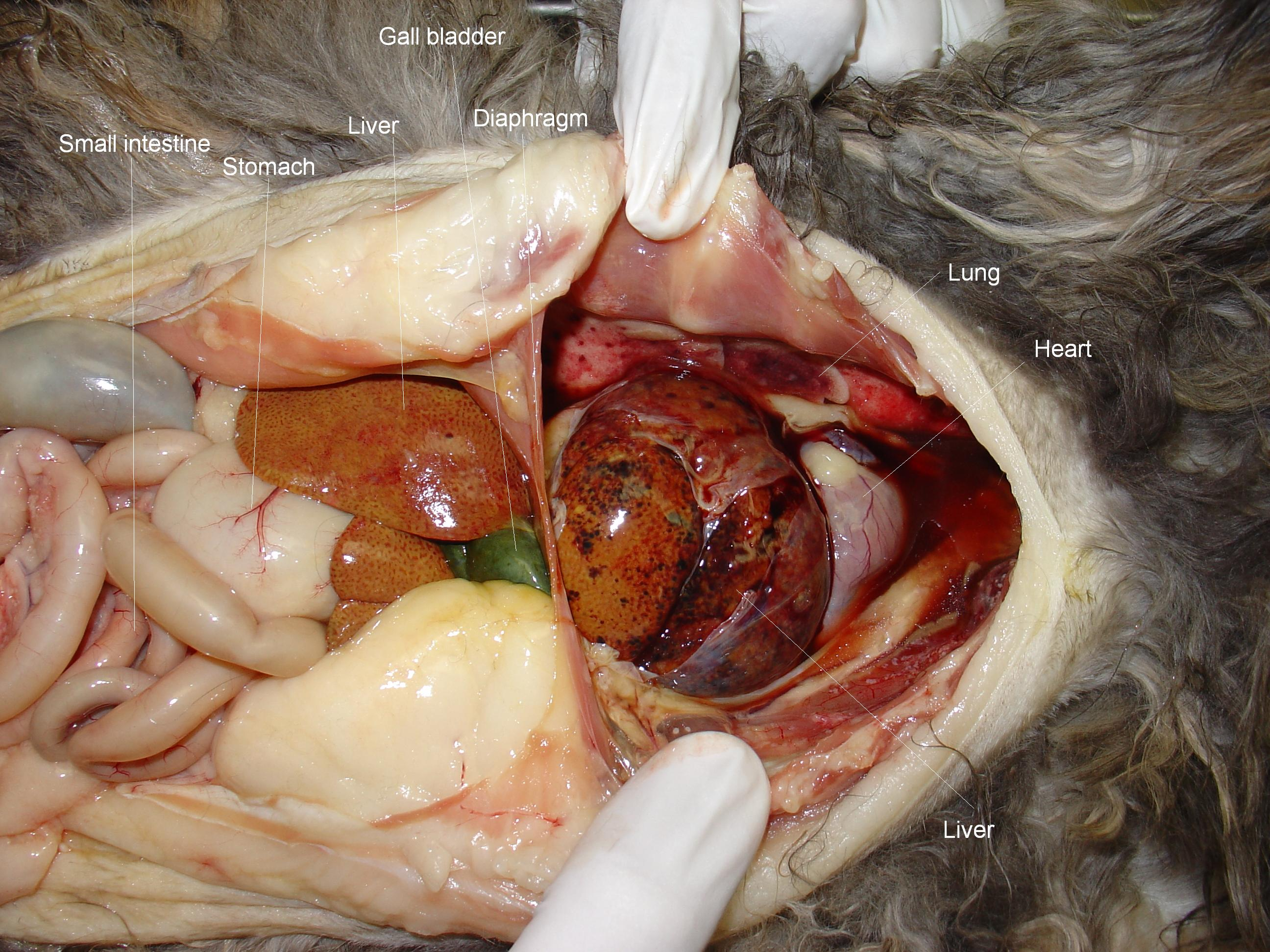
Peritoneoperikardiale Zwerchfellhernie bei einer Katze, Sektionssitus

Bei einer Zwerchfellhernie werden durch eine Schwachstelle oder Lücke im Zwerchfell Bauchorgane in die Brusthöhle verlagert.

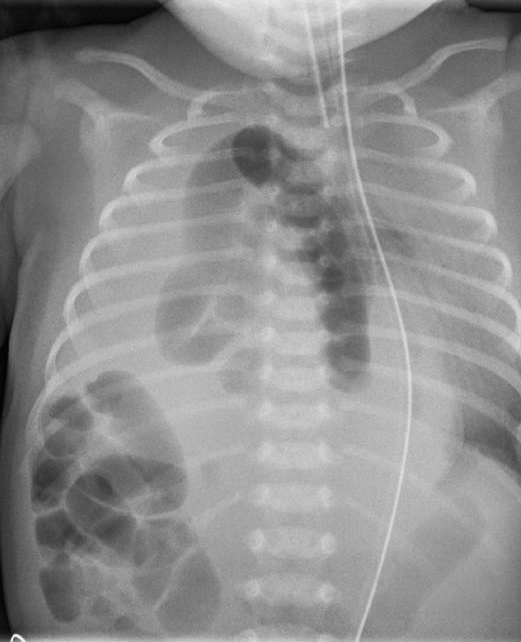
Angeborene rechtsseitige Zwerchfellhernie eines Neugeborenen im Thorax-Röntgenbild

## Formen
Es gibt angeborene und erworbene Zwerchfellhernien. Die angeborenen Formen sind Fehlbildungen. Durch eine Lücke im Zwerchfell können Bauchorgane (Magen, Darm, Leber, Milz) in den Thorax treten. Manchmal sind sie mit anderen Fehlbildungen vergesellschaftet.
Bei einer erworbenen Zwerchfellhernie gelangt meist der Magen neben der Speiseröhre nach oben in den Brustkorb, bei diesen Hiatushernien drängt also Bauchhöhleninhalt durch die schlitzförmige Zwerchfellöffnung, durch welche die Speiseröhre (Hiatus oesophageus) verläuft. Tritt der Bruch zwischen Rippen- und Lendenteil des Zwerchfells (Trigonum lumbocostale, Bochdalek-Lücke) auf, spricht man von einer Bochdalek-Hernie.
Sind die nach oben verlagerten Organe von Peritoneum überzogen – liegt also ein sogenannter Bruchsack vor –, spricht man von einer „echten Hernie“. Bei den angeborenen Hernien liegt häufig kein Bruchsack vor.

### Angeborene Zwerchfellhernie

#### Häufigkeit
Angeborene Zwerchfellhernie: 2–5 von 10.000 Geburten. In 80–90 % der Fälle findet sich die Lücke linksseitig.

#### Ursache und Folgen
Gestörte Entwicklung des Zwerchfells: Das Zwerchfell entwickelt sich in der 8. bis 10. Schwangerschaftswoche. Kommt es bei der Entwicklung zu einer Störung, bei der eine Lücke im Zwerchfell entsteht, rutschen in der Folgezeit Bauchorgane in den Brustkorb. Liegt die Zwerchfellhernie rechts, sind dies zumeist Anteile von Leber und Darm, auf der linken Seite sind es meist Magen, Darm, Milz und eventuell Anteile der Leber. Je nachdem, wie viel Platz diese Organe dann im Brustkorb beanspruchen, wird die Lunge in ihrer Entwicklung eingeschränkt. Hierbei kommt es einerseits zu einem Minderwachstum der Lunge sowie oft zusätzlich zu einer Verdrängung des Herzens. Im Lungengewebe findet man zusätzlich häufig eine Gefäßfehlbildung, die nach der Geburt zu Kreislaufproblemen führt.

#### Diagnostik

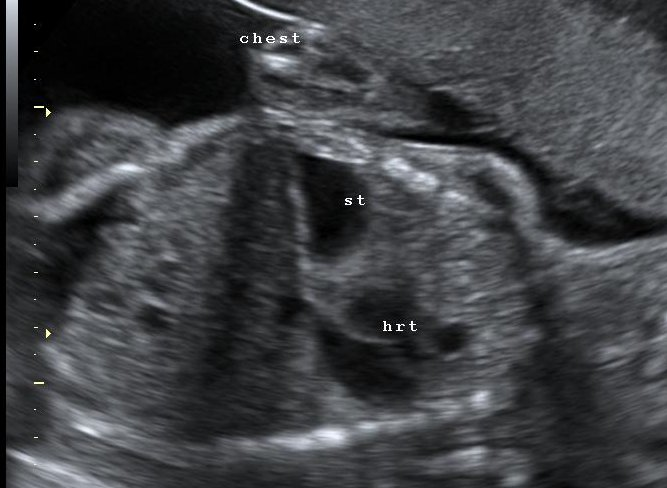
Ultraschallaufnahme einer Zwerchfellhernie

Die angeborene Zwerchfellhernie kann vor der Geburt im Ultraschall ab der 18. SSW dargestellt werden. Wird eine solche Diagnose vorgeburtlich gestellt, sollten weitere Untersuchungen (z. B. Kernspintomographie) in einem spezialisierten Zentrum erfolgen, um das Ausmaß an vorgeburtlicher Lungenschädigung einschätzen zu können, das die Prognose für das Überleben der Kinder und die angestrebte Erstversorgung wesentlich beeinflusst.
Nach der Geburt fallen die Kinder durch Atemnot oder Kahnbauch auf, ein Röntgenbild des Brustkorbes zeigt dann, dass im Brustkorb außer Lunge und Herz noch weitere Organe liegen.

#### Therapie
Wenn die Zwerchfellhernie vor der Geburt festgestellt wird, sollte die Entbindung in Absprache mit einem spezialisierten Zentrum geplant werden. Aus der Beobachtung von Missbildungen und aus Tierexperimenten ist bekannt, dass eine Obstruktion der fetalen Luftröhre die Entwicklung und Reifung der Lungen stimuliert. Man kann mit einer FETO (fetoscopic endoluminal tracheal occlusion), einer Therapie in utero, für eine gewisse Zeit einen Ballon in der Luftröhre platzieren, der dann vor der Entbindung wieder entfernt wird. In der "TOTAL Trial for Severe Hypoplasia" konnte erstmals eine Verbesserung der Überlebensrate bei Feten mit schwerer Lungendysplasie erzielt werden, obwohl durch den Eingriff auch vermehrt Frühgeburten ausgelöst werden. Bei moderater fetaler Lungendysplasie wurde kein Überlebensvorteil ermittelt. Der Eingriff ist nur in wenigen spezialisierten Zentren möglich.
Die Entbindung sollte ansonsten mittels geplantem Kaiserschnitt in einem Zentrum mit angeschlossener Neugeborenenintensivstation und Kinderchirurgie erfolgen. Nach der Geburt wird das Kind sofort intubiert und beatmet sowie mit einer Magensonde versorgt, um zu verhindern, dass Luft in die Teile des Magen-Darm-Traktes gelangt, die im Brustkorb liegen. Diese würden sonst durch die eingebrachte Luft noch mehr Platz benötigen, dadurch auf die Lunge drücken und so die Atmung weiter behindern. Nach der Erstversorgung erfolgt die Verlegung auf die Neugeborenenintensivstation. Das Kind wird dort zunächst stabilisiert und nach weiteren Fehlbildungen gesucht.
Liegt eine sehr schlechte Lungenfunktion vor, kann der Einsatz von ECMO (Extracorporaler Membranoxygenierung) notwendig sein, um das Überleben der Kinder zu gewährleisten.
Erst nach ausreichender Stabilisierung des Kindes wird die Korrekturoperation geplant und durchgeführt. Es ist dabei zu beachten, dass viele Kinder kurz nach der Geburt eine sogenannte „Honeymoon-Phase“ durchleben, bei der es ihnen für einige Stunden relativ gut geht, sie dann aber größere Probleme von Seiten der Atmung und des Kreislaufes bekommen. Erst nach einer erneuten Stabilisierung kann die Operation geplant werden.
Bei der Operation werden die Organe aus dem Brustkorb in den Bauchraum zurückverlagert und die Lücke im Zwerchfell verschlossen. Ist die Lücke so groß, dass der Zwerchfellmuskel nicht aneinandergenäht werden kann, wird entweder Fremdmaterial eingenäht oder ein Teil der Muskulatur der Bauchwand als Ersatz für das Zwerchfell verwendet.
Beim Zurückschieben der Bauchorgane in die Bauchhöhle kann es vorkommen, dass diese nicht genug Platz bietet. In einem solchen Fall wird die Bauchhöhle ebenfalls mit Fremdmaterial verschlossen, das später wieder entfernt wird.

#### Prognose
Die Überlebensrate schwankt je nach Zentrum zwischen 70 und 90 %. Ist die Lücke im Zwerchfell groß, sind unter Umständen weitere Operationen notwendig, z. B. der Austausch des Fremdmaterials im Laufe des Wachstums.

### Erworbene Zwerchfellhernie
Neben den angeborenen Hernien, bei denen also der Bruchsack schon bei Geburt oder in der Gebärmutter ausgebildet ist, können Hernien auch im späteren Leben durch vorbestehende Lücken entstehen. Wenn die Bruchlücke der Hiatus oesophageus ist, wird die Hernie demnach Hiatushernie genannt. Dies ist die häufigste Form der erworbenen Zwerchfellhernien. Erfolgt der Bruch durch andere Lücken, so sind diese namensgebend (bei Morgagni-, Bochdalek- oder Larrey-Hernie).